# Ariana Grande
Ariana Grande (* 26. června 1993 Boca Raton, Florida) je americká zpěvačka, skladatelka a herečka. Prvotně vešla ve známost jako herečka v několika seriálech na televizní stanici Nickelodeon. V roce 2011 podepsala smlouvu s vydavatelstvím Republic Records poté, co vydavatelství objevilo její cover verze, které nahrávala v té době na YouTube. V roce 2013 debutovala jako profesionální zpěvačka s albem Yours Truly. Album ovlivněné doo-wopem dosáhlo první příčky v americké hitparádě Billboard 200, zatímco jeho vedoucí singl „The Way“ dosáhl devátého místa v Billboard Hot 100.
Na následujících dvou albech, My Everything (2014) a Dangerous Woman (2016), Grande využívala vlivy elektronické taneční hudby. První album debutovalo na první příčce Billboard 200, druhé dosáhlo druhého místa, nicméně s do té doby nejvyšším prvotýdenním komerčním úspěchem. Z alb vzešla řada hitů, včetně singlů „Problem“, „Bang Bang“, „Into You“ nebo „Side to Side“. Během jejího koncertu v rámci turné k albu Dangerous Woman v manchesterské aréně se 22. května 2017 odehrál teroristický útok, který si vyžádal 22 obětí a přes 100 dalších zraněných. V následujících nahrávkách začala Grande více využívat vlivů trapu. Její platinová alba Sweetener (2018), které získalo cenu Grammy za nejlepším popové vokální album roku 2019, a Thank U, Next (2019) získala všeobecně pozitivní ohlasy od profesionálních kritiků, z toho druhého navíc vzešly hity „Thank U, Next“ a „7 Rings“, její první singly, které dosáhly první příčky v Billboard Hot 100. V roce 2020 první příčky dosáhly i její dva duety, „Stuck with U“ s Justinem Bieberem a „Rain on Me“ s Lady Gaga. V říjnu 2020 Grande vydala své šesté studiové album Positions.
Grande je jednou z nejúspěšnějších interpretů období streamingových služeb jako Spotify a Apple Music. K roku 2020 byla nejstreamovanější sólovou umělkyní na Spotify a Apple Music, rovněž je s 53,5 miliony sledujících druhým nejsledovanějším interpretem na Spotify, po Edu Sheeranovi a nejsledovanější ženskou umělkyní na YouTube. Její profil na Instagramu je třetím nejsledovanějším profilem světa, po oficiálním profilu Instagramu a profilu Cristiana Ronalda.
Od podzimu 2021 byla jedním z koučů americké pěvecké TV show The Voice, oznámila to v březnu 2021 na svém Twitteru.

## Životopis a kariéra

### 1993–2008: Začátek života a začátek kariéry

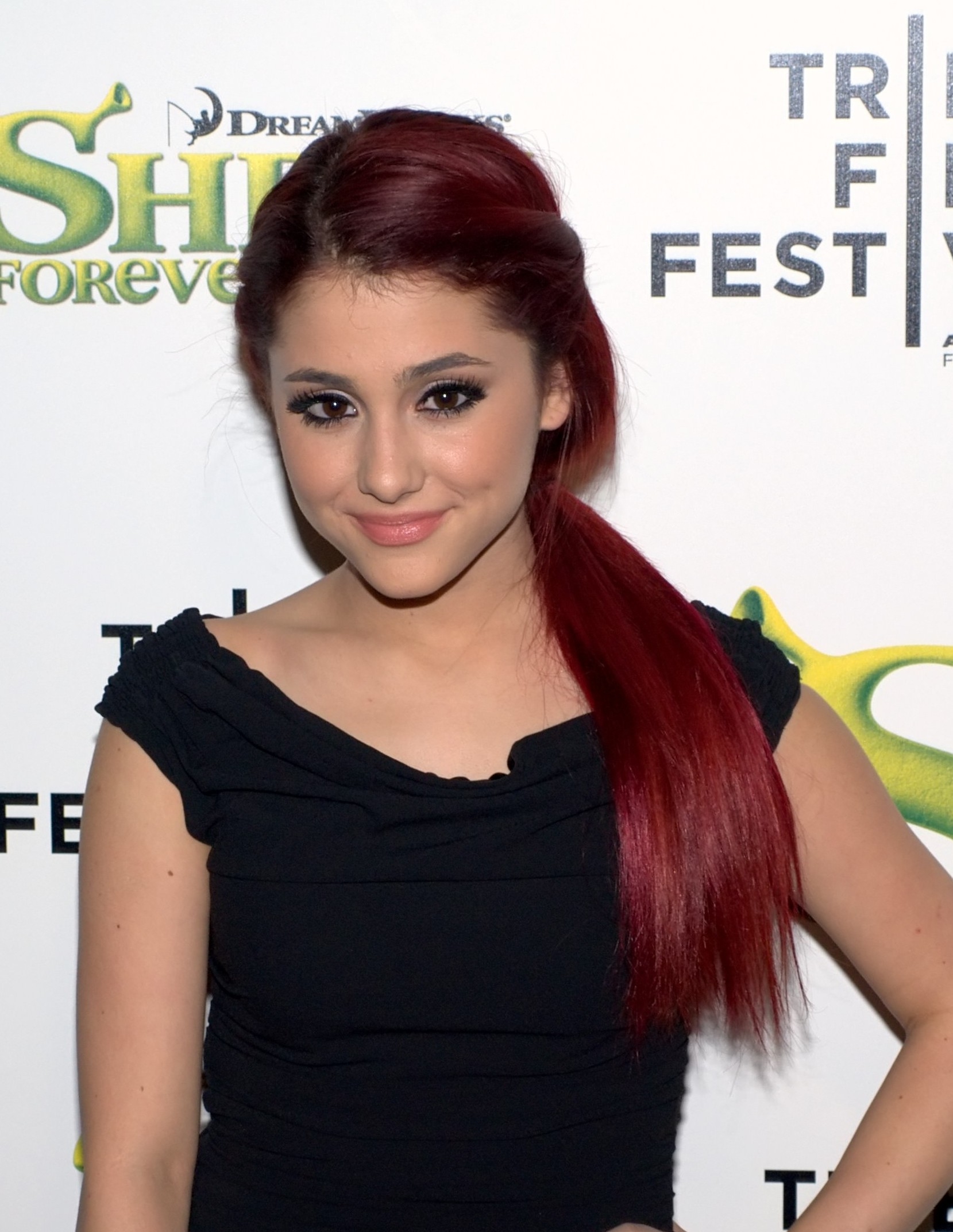
Ariana Grande v roce 2010

Ariana Grande se narodila v Boca Raton na Floridě. Je dcerou Joan Grande, šéfky společnosti Hose-McCann Communications, a Edwarda Butera, který vlastní grafickou firmu. Její jméno bylo inspirováno princeznou Orianou ze seriálu Kocour Felix (1958). Má italské předky. Má nevlastního bratra Frankieho, kterému bylo deset let, když se narodila, a který se stal hercem a producentem. Později se její rodiče přestěhovali do New Yorku. Když jí bylo osm nebo devět let, její rodiče se rozvedli.
V dětství vystupovala s dětským divadlem Fort Lauderdale Children's Theatre, kde dostala svou první roli v muzikálu Annie, stejně tak se objevila v muzikálech Kouzelník ze země Oz a Kráska a zvíře. V osmi letech vystupovala na zájezdové lodi s orchestrem. Navštěvovala Pine Crest School a North Broward Preparatory School.
V roce 2008 byla obsazena do vedlejší role roztleskávačky Charlotte v Broadwayském muzikálu 13. Za roli získala cenu National Youth Theatre Association Award.

### 2009–2012: Průlom s Nickelodeonem
V roce 2009 se zúčastnila konkurzu do televizního seriálu stanice Nickelodeon v New Yorku, společně se svojí kamarádkou z muzikálu 13 Elizabeth Gillies. Byla obsazena do role Cat Valentine, spolužačky hlavní protagonistky Tori Vegy (Victoria Justice), zatímco Elizabeth získala roli „protivné holky“ Jade West. Kvůli roli si musela obarvit vlasy na červeno, protože výkonný producent Dan Schneider nechtěl, aby celé obsazení seriálu mělo hnědé vlasy. Seriál měl premiéru 27. března 2010. Nazpívala 6 písniček ve sérii Creeper
Po první sérii seriálu se chtěla začít věnovat hudbě, a tak začala v srpnu 2010 pracovat na svém debutovém albu. Poprvé se její písnička „Give It Up“ objevila na soundtrackovém albu Victorious: Music from the Hit TV Show v srpnu 2011. Při natáčení seriálu nahrála na svůj účet na YouTube několik coververzí skladeb od Adele, Whitney Houston a Mariah Carey. V roce 2011 propůjčila svůj hlas víle Diaspro do animovaného seriálu stanice Nickelodeon Winx Club. V následující sérii byla přeobsazena Cassandrou Morris.
Druhé soundtrackové album Victorious 2.0 bylo vydáno 5. června 2012 jako EP. Po třetí sérii seriálu V jako Victoria bylo oznámeno, že seriál nebyl prodloužen pro další sérii. Finální epizoda byla vysílána 2. února 2013. V srpnu magazín EW potvrdil, že stanice Nickelodeon chystá spin-off seriálů iCarly a V jako Victoria s ní a Jennette McCurdyovou v hlavních rolích. Sitcom, který byl již po první sérii zrušen, byl nazván Sam & Cat. Třetí a poslední soundtrackové album Victorious 3.0 bylo vydáno 17. července 2014. V prosinci 2012 spolupracovala na singlu „Popular Song“ s britským zpěvákem Mikou.

### 2013:Yours Truly

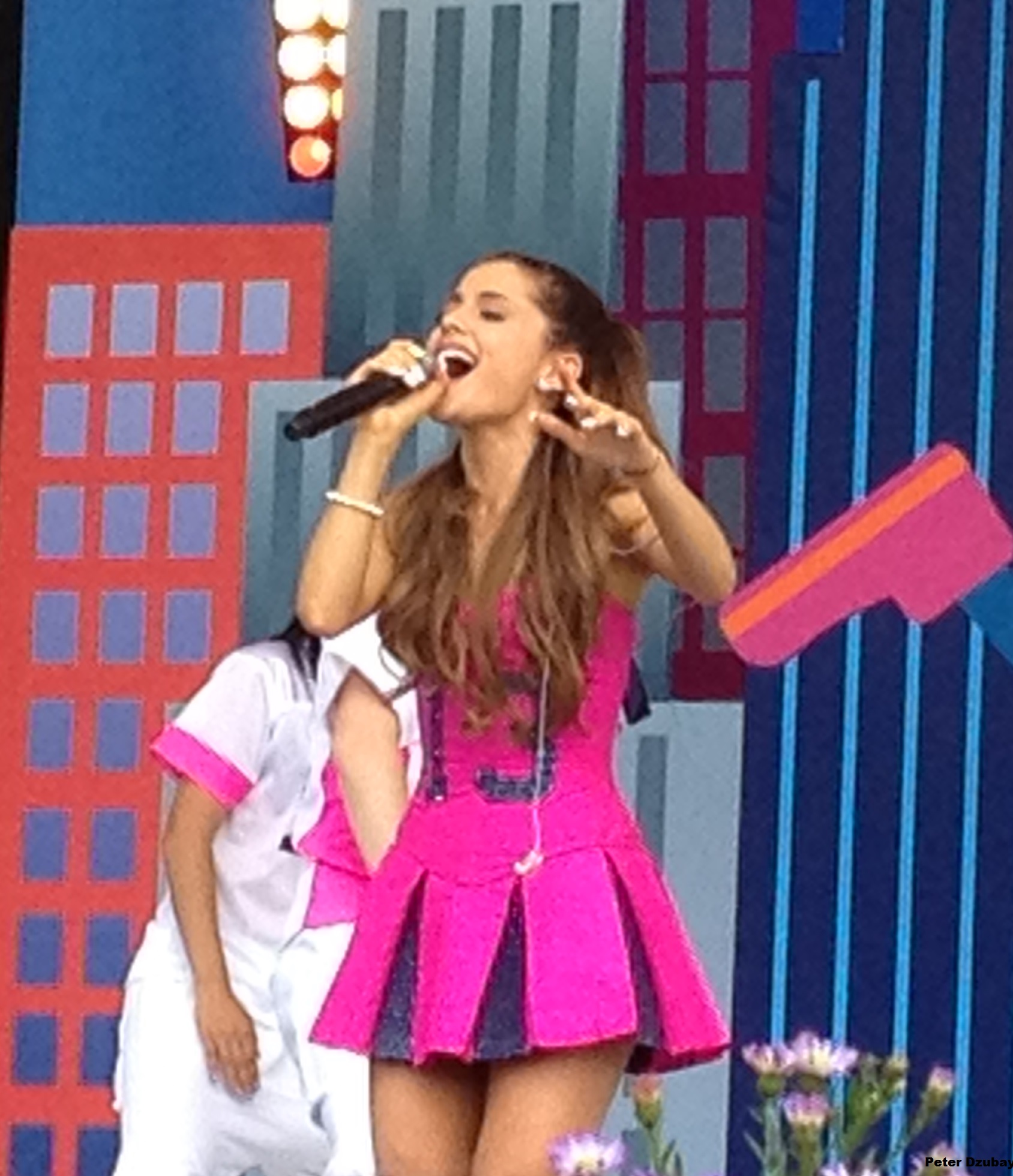
Ariana Grande při vystoupení na World Wide Day of Play v roce 2013

Své debutové album Yours Truly vydala 30. srpna 2013. V září 2013 debutovala jako číslo jedna na žebříčku Billboard 200. Hlavní singl „The Way“, na kterém spolupracovala s Macem Millerem, debutoval jako číslo 10 na žebříčku Billboard Hot 100. Druhý singl „Baby I“ debutoval jako číslo 21 na žebříčku Billboard Hot 100. Na třetím singlu „Right There“, který debutoval jako číslo 84, spolupracovala s rapperem Big Seanem.
V roce 2013 si zahrála ve filmu Swindle roli Amandy Benson, po boku Jennette McCurdyové. Film měl premiéru na stanici Nickelodeon v srpnu. V tentýž měsíc nazpívala duet s Nathanem Sykesem ze skupiny The Wanted „Almost Is Never Enough“. Rovněž se připojila k Justinovi Bieberovi na jeho Believe Tour, kde si zazpívala na třech vystoupeních. V roce 2013 vyhrála cenu American Music Award v kategorii Umělec roku.
13. prosince 2013 zpěvačka vydala její první vánoční album Christmas Kisses s čtyřmi písněmi, mezi kterými byl cover písně "Last Christmas".

### 2014:My Everything
V létě 2013 začala pracovat se skladatelem Ryanem Tedderem a producenty Bennym Blancem a Maxem Martinem na druhém studiovém albu. Ten samý měsíc získala cenu People's Choice Award v kategorii Nejoblíbenější průlomový umělec. V březnu 2014 vystoupila v Bílém domě na koncertě „Women in Soul: Performance at the White House“.

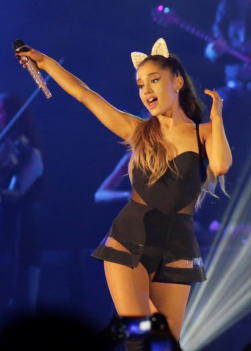
Ariana Grande během vystoupení v roce 2015

Své druhé album My Everything vydala 25. srpna 2014. Album se stalo číslem jedna na žebříčku Billboard 200. Hlavní singl „Problem“, na kterém spolupracovala s australskou rapperkou Iggy Azaleou, se umístil na třetím místě žebříčku ve Velké Británii, postupně se však vyšplhal na první místo. Druhý singl „Break Free“, na kterém spolupracovala s německým hudebníkem a producentem Zeddem se umístil na 4. místě žebříčku Billboard Hot 100. Za videoklip k písničce „Problem“ získala cenu MTV Video Music Award v kategorii Nejlepší popový videoklip. Společně s Jessie J a rapperkou Nicki Minaj nazpívala písničku „Bang Bang“, která debutovala na 3. místě amerického žebříčku a stala se tak její třetí písní v žebříčku Billboard Hot 100 v ten samý týden („Problem“, „Break Free“ a „Bang Bang“). Třetí singl z alba „Love Me Harder“, na kterém spolupracovala s umělcem The Weeknd debutovat na čísle 7. Dne 2. února 2015 vydala píseň jménem „One Last Time“, v jehož videoklipu je znázorněn konec světa. V listopadu 2014 se podílela na singlu „All My Love“ dua Major Lazer, který byl vydán jako singl ze soundtrackového alba k filmu Hunger Games: Síla vzdoru 1. část. V listopadu vydala vánoční písničku „Santa Tell Me“. Na konci roku 2014 bylo oznámeno, že se připojí k obsazení připravovaného seriálu Ryana Murphyho na stanici Fox Scream Queens. Hlavními herci seriálu se stali Lea Michele, Emma Robertsová a Jamie Lee Curtis.

### 2015–2017:Dangerous Woman, The Remix, Christmas & Chill

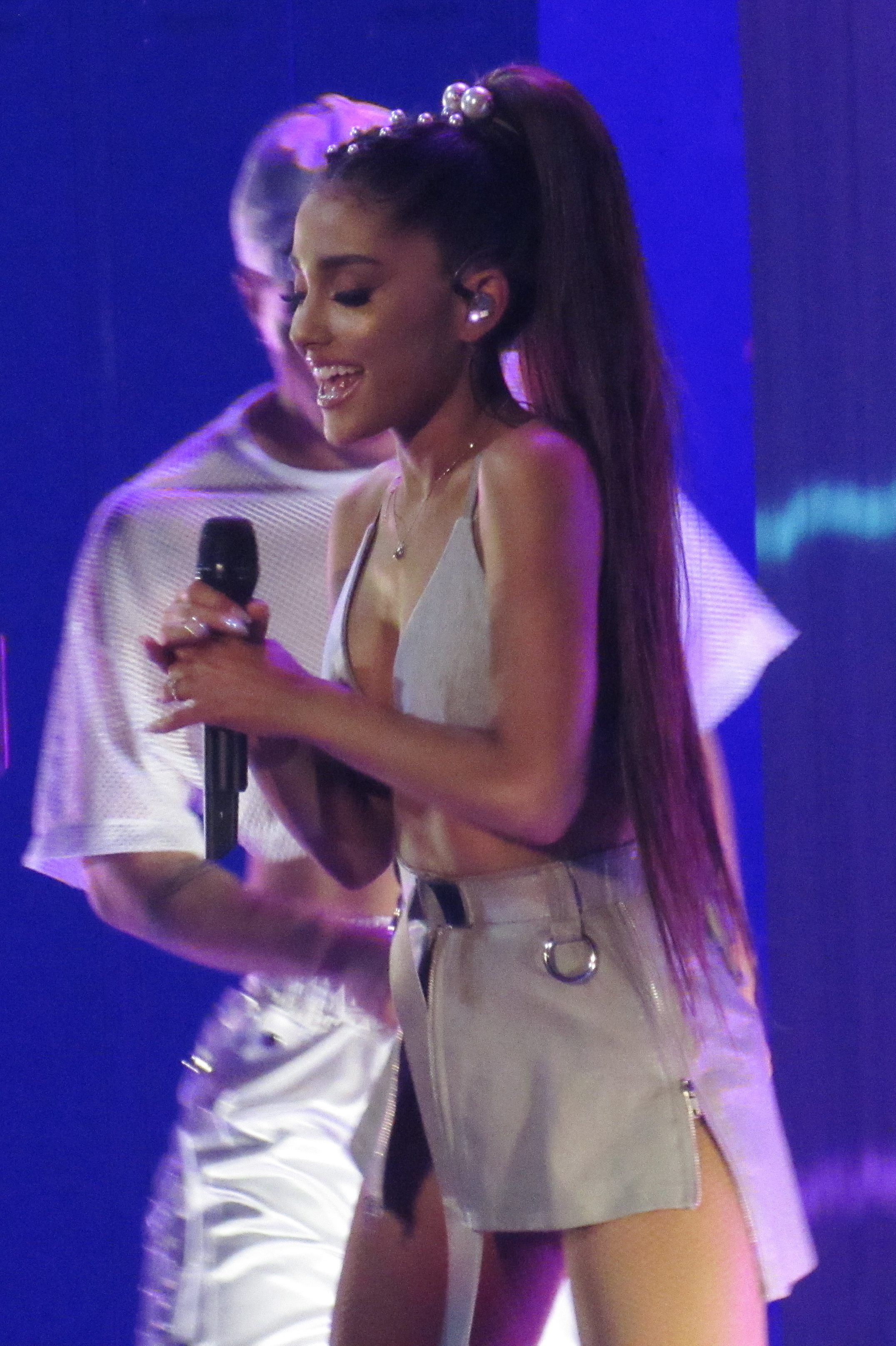
Ariana Grande během vystoupení v roce 2017

V Japonsku vydala v květnu album The Remix.
V červenci 2014 začala pracovat s producentem Tommym Brownem na třetím studiovém albu. Fanoušci se o albu dozvěděli přes její Twitter, kde jednomu z nedočkavých a nepřetržitě ptajících se fanoušků napsala „Ano, název alba i hlavní písně bude Moonlight.“ Grande se však později rozhodla místo Moonlight pojmenovat album Dangerous Woman.
Dne 29. října 2015 vydala hudební videoklip k písni Focus. Ve videoklipu Ariana Grande vystupuje v paruce s bílými vlasy.
Na Vánoce roku 2015 nečekaně vydala své druhé vánoční album (EP) s názvem Christmas & Chill, které se údajně natáčelo v jejím domácím studiu.
Na jaře 2016 vydala singl „Dangerous Woman“, který dominoval stejnojmennému albu. Album „Dangerous Woman“ vyšlo 20. května 2016.

#### Útok v Manchesteru 2017
Během koncertu Ariany Grande v anglickém Manchesteru 22. května 2017 došlo k sebevražednému bombovému teroristickému útoku, který zabil 22 lidí a přes dalších 100 zranil a způsobil paniku mezi ostatními účastníky koncertu v hale Manchester Arena, která má kapacitu 21 tisíc lidí. Zpěvačka zůstala nezraněna. Po této události uspořádala benefiční koncert One Love Manchester pro rodiny obětí a zraněných. Vystoupilo zde spoustu dalších zpěváků a zúčastnilo se ho kolem 50 tisíc lidí. Nahrávku odsud poté vydala jako album na Spotify a Apple Music.

### 2018–2019:Sweetenerathank u, next
Dne 20. dubna 2018 vydala písničku s názvem No Tears Left To Cry, videoklip vydala hned po vydání písničky. O několik dní později oznámila, že čtvrté album se bude jmenovat Sweetener a vyjde 17. srpna 2018. Dne 13. června Troye Sivan vydal písničku s Arianou Grande s názvem „Dance To This“, která ale nebyla zařazena do alba Sweetener. Objevila se ovšem na desce Troye Sivana. O den později, 14. června, s ní píseň vydal Nicki Minaj s názvem „Bed“, která byla zařazena do alba Nicki Minaj „Queen“. 20. června 2018 vypustila do světa písničku „The Light Is Coming“, kterou také nazpívala s Nicki Minaj a představila ji jako druhý singl z alba Sweetener. Dne 13. července představila třetí singl „God Is A Woman“. Dne 17. srpna vydala oficiálně své čtvrté album Sweetener. Na albu spolupracoval také Pharrell Williams, s kterým zpěvačka nazpívala písničku „Blazed“ a na desce byla i píseň „Borderline“ s Missy Elliott. Dne 4. září 2019 koncertovala v pražské O2 areně. Podle amerického hudebního magazínu Billboard se nejlepším albem roku 2018 stalo Sweetener. Dne 10. února 2019 také vyhrálo cenu Grammy v kategorii nejlepšího popového vokálního alba a Ariana Grande obdržela první takové ocenění.
Dne 3. listopadu 2018 vydala emotivní píseň „thank u, next“ o jejích bývalých partnerech. Děkovala jim za všechno, co se od nich naučila. Písnička se umístila na prvním místě v žebříčku Billboard Hot 100, což se předtím nikdy nepovedlo. Písničku si na Spotify pustilo 9,6 milionů posluchačů za první den od vydání, což byl rekord; písnička také dosáhla nejrychleji 100 milionů poslechnutí na Spotify. Dne 30. listopadu vydala k písničce klip. Sledovanost dosáhla za 24 hodin od vydání 50,3 milionů zhlédnutí, což bylo rekord. Klip byl inspirován čtyřmi filmy: Protivný sprostý holky, Přes noc třicítkou, Bravo, girls! a Pravá blondýnka. V klipu se kromě ní objevila celá řada dalších postav. Například Jonathan Bennett a Stefanie Drummond, kteří skutečně hráli ve snímku Protivný sprostý holky. Stejně jako Jennifer Coolidge, známá postavou manikérky Paulette z filmu Pravá blondýnka. Mezi dalšími celebritami se objevily například zpěvák Troye Sivan, youtuberka Gabi, youtuberka Colleen Ballinger a další.
Dne 13. prosince vydala písničku „Imagine“ o neúspěšných vztazích. Dne 18. ledna vydala další singl „7 rings“ s videoklipem. Písnička se stala největším debutem v historii Spotify, přičemž za méně než 24 hodin obdržela 12 214 337 poslechnutí. Za 24 hodin si videoklip na YouTube pustilo 21,5 milionů uživatelů. Název odkazuje na sedm stejných diamantových prstenů značky Tiffany & Co., které si koupila spolu s nejlepšími kamarádkami na znak přátelství. Jako zpěvačka zmínila v tweetu, bylo to v New Yorku po velmi náročném dni, kdy ji kamarádky vzaly do již zmíněného luxusního klenotnictví. Vypily hodně šampaňského a právě tehdy vznikl celý nápad a text skladby. Píseň „7 rings“ se opět umístila na vrcholu v žebříčku Billboard Hot 100, což se stalo podruhé. Dne 21. ledna oznámila, že album vyjde 8. února. O dva dny později zveřejnila tracklist alba pomocí Instagram a také obal alba. Album obsahovalo 12 písní. Dne 25. ledna začal předprodej alba. Den před oficiálním vydáním, 7. února album uniklo a o den později oficiálně vyšlo; ve stejnou dobu byl vydán také videoklip k písni „break up with your girlfriend, I'm bored“. Album se za pouhých 5 minut umístilo na 1. místě v aplikaci iTunes. Stalo se tak nejrychleji na první příčce v iTunes umístěným albem (společně s albem Reputation od Taylor Swift). V únoru 2019 se tak stala nejvíce odebíranou ženskou zpěvačkou na YouTube. V únoru 2019 měla v žebříčku Billboard Hot 100 tři písničky, které se umístili v top 3, „7 rings“ se umístilo na 1. místě, „break up with your girlfriend, I’m bored“ se umístilo na 2. místě a „thank u, next“ se umístilo na 3. místě. Stala se tak první umělkyní se třemi písněmi umístěnými v top 3 od roku 1964, kdy se tento úspěch podařil skupině The Beatles. Rovněž prvním sólovým umělcem, kterému se tento výkon podařil.
Dne 20. února 2019 vyhrála cenu Brit Award za nejlepší mezinárodní ženskou sólovou zpěvačku. Dne 18. března 2019 zahájila její čtvrté světové turné Sweetener World Tour. V červnu 2019 oznámila, že spoluprodukovala soundtrack k filmu Charlie's Angels. Dále oznámila, že naváže spolupráci s Miley Cyrusovou a Lanou Del Rey v písni „Don't Call Me Angel“. Singl byl vydán 13. září 2019. V srpnu téhož roku vydala píseň s názvem „Boyfriend“ s popovým duem Social House. Textařsky se podílela na písni „Motivation“ od zpěvačky Normani, která vyšla 16. srpna 2019 a na písni „Ice Cream" pro K-pop skupinu Blackpink. V srpnu pak získala tři ocenění MTV Video Music Awards, včetně ceny pro umělce roku.

### 2020–2021:Positions
Spolu se zpěvákem Justinem Bieberem vydali 8. května 2020 píseň „Stuck with U“. V květnu také vydala singl „Rain on Me“ s Lady Gaga. Obě skladby se objevily na 1. místě v žebříčku Billboard Hot 100. 23. října téhož roku vydala singl „positions“, který se rovněž umístil na 1. místě v žebříčku Billboard Hot 100. 31. října pak vydala své šesté album, „Positions“. Album obsahuje 14 písní. 17. listopadu vydala video k jedné z jejích nových písní, 34+35.
Dne 12. února 2021 Ariana Grande vydala video pro singl "34+35 (Remix)" s Doja Cat a Megan Thee Stallion. Poté dne 19. února Ariana Grande vydala deluxe verzi alba Positions se 4 novými songy a "34+35 (Remix)".
Singl "pov" je jediným singlem bez oficiálního videa. Proto Ariana Grande natočila "pov" dance and lyrics video a vydala ho dne 30. dubna 2021 jako oslavu 6 měsíců od vydání alba Positions. Ve videu není Ariana, ale dva tanečníci Brian Nicholson a Cory Graves. Choreografii složili Twins, Scot a Brian Nicholson.
V roce 2021 Ariana také vyhrála svojí druhou cenu Grammy a to za píseň „Rain On Me".
Od září do prosince 2021 byla jedním z koučů 21. řady americké pěvecké TV show The Voice, oznámila to 30. března 2021 na tehdejší sociální síti Twitter, kterou v prosinci téhož roku deaktivovala.

### 2022–2023: pauza
Na konci roku 2022 se Ariana přestěhovala do Londýna a obarvila si vlasy na blond, kvůli své roli ve filmech Wicked.
Spolu se zpěvákem The Weekndem vydali 24. února 2023 píseň "Die For You (Remix)", který se okamžitě dostal na 1. místo v žebříčku Billboard Hot 100.
Dne 25. srpna 2023 vydala deluxe verzi svého alba Yours Truly, jako oslavu 10 let od jeho vydání. Deluxe verze alba zahrnovala originální písně a živé verze některých z nich.
V prosinci oznámila že dokončila své dlouho očekávané sedmé studiové album "eternal sunshine" a oznámila, že ho vydá další rok.

### 2024–2026:eternal sunshineaWicked
12. ledna 2024 vydala singl a videoklip s názvem „yes, and?“, který se umístil na prvním místě v Billboard Hot 100. 16. února vyšel remix tohoto singlu s americkou zpěvačkou Mariah Carey.
8. března vydala album "eternal sunshine" a singl s videoklipem "we can´t be friends (wait for your love)". Obě vydání se umístili na prvním místě v Billboard Hot 100. 
7. června vyšel v 16:00 středoevropského času (SEČ) videoklip s názvem "The Boy Is Mine". 21. června vyšel remix tohoto singlu s americkými zpěvačkami Brandy Norwood a Monicou Arnold.
Dne 22. srpna 2024 vydala zpěvačka deluxe verzi svého alba My Everything jako oslavu 10 let od jeho vydání. Deluxe verze alba zahrnovala dvě předtím nevydané písně.
Dne 22. listopadu 2024 vyšel dlouho očekávaný film Wicked: Part One, kde hraje po boku herečky Cythia Erivo. V Česku vyšel film 4. prosince pod názvem Čarodějka.
28. března 2025 vyšla deluxe edice jejího sedmého studiového alba eternal sunshine, které zahrnovalo šest nových písní. K albu také vydala mini film s názvem Brighter Days Ahead.

## Osobní život
Během let 2008 až 2011 udržovala partnerský vztah s Grahamem Phillipsem. Od srpna 2012 do července 2013 se jejím přítelem stal australský Youtuber Jai Brooks. Tři měsíce v roce 2013 měla milostný poměr s členem kapely The Wanted Nathanem Sykesem. V květnu 2014 znovu navázala vztah s Jaiem Brooksem, ale po třech měsících jej ukončili. V říjnu 2014 potvrdila, že chodí s rapperem Big Seanem. Od roku 2015 do roku 2016 chodila s tanečníkem Ricky Álvarzem.
Během let 2016 až 2018 udržovala partnerský vztah s rapperem Macem Millerem. Společně vydali dvě skladby, The Way (2013) a My Favorite Part (2016). Od května 2018 byl jejím přítelem komik Pete Davidson, se kterým se 9. června téhož roku zasnoubila. Velký zlom pro ni ale způsobila smrt Malcoma Millera 7. září 2018. V říjnu 2018 oznámila zrušení zásnub s Petem Davidsonem a následoval rozchod. V prosinci 2020 se zasnoubila s realitním makléřem Daltonem Gomezem a svatba se konala 15. května 2021 v kalifornském Montecitu. V říjnu 2023 se pár rozvedl a Ariana začala randit s hercem Ethanem Slaterem.

## Business

### Parfémy
1. ARI (2015)
2. Frankie (2015)
3. Sweet Like Candy (2016)
4. Moonlight (2017)
5. Cloud (2018)
6. Thank U, Next (2019)
7. R.E.M. (2020)
8. Thank U, Next 2.0 (2021)
9. Cloud Intense (2021)
10. God Is A Woman (2021)
11. MOD: Vanilla & Blush (2022)
12. Cloud Pink (2023)
13. LOVENOTES: Angel Kiss, Pink Woods, Vanilla Seud, Pressed Petals (2024)
14. R.E.M. cherry eclipse (2025)

### Kosmetika
| kolekce:                   | vydáno:            | zaměření:       |
| -------------------------- | ------------------ | --------------- |
| Ultraviolet                | 12. listopadu 2021 | rty, oči, tváře |
| Goodnight n Go             | 21. března 2022    | rty, oči, tváře |
| On Your Collar             | 16. června 2022    | rty, oči, tváře |
| Out Of Body                | 28. července 2022  | rty, oči, tváře |
| thank u, next              | 11. ledna 2023     | rty, oči, tváře |
| Sweetener                  | 24. srpna 2023     | tváře           |
| Holiglitch                 | 2. října 2023      | rty, oči, tváře |
| Yours Truly                | 16. ledna 2024     | rty, oči, tváře |
| Hypernova                  | 8. února 2024      | rty             |
| Essential Drip Glossy Balm | 2. dubna 2024      | tváře           |
| At The Borderline          | 30. července 2024  | oči             |
| Wicked                     | 1. října 2024      | rty, oči, tváře |
| Dreamglow                  | 26. ledna 2025     | oči, tváře      |
| Starlet                    | 3. dubna 2025      | oči             |

## Filmografie

### Film
| Rok  | Název                 | Role                  | Poznámky       |
| ---- | --------------------- | --------------------- | -------------- |
| 2011 | Snížek, bílý kožíšek  | Snížek (hlas)         | americká verze |
| 2015 | Hurá na fotbal        | Laura (hlas)          | americká verze |
| 2016 | Zoolander No. 2       | Žena v koženém obleku |                |
| 2020 | Excuse Me, I Love You | sama sebe             | Netflix        |
| 2021 | Don´t Look Up!        | Riley Bina            | Netflix        |
| 2024 | Čarodějka             | Glinda Upland         | Netflix        |
| 2025 | Brighter Days Ahead   | Peaches, sama sebe    |                |
| 2025 | Wicked: For Good      | Glinda Upland         | Netflix        |

### Televize
| Rok       | Název               | Role                                    | Poznámky                              |
| --------- | ------------------- | --------------------------------------- | ------------------------------------- |
| 2009      | The Battery's Down  | Bat Mizvah Riffel                       | Epizoda: Bad Bad News                 |
| 2010–2013 | V jako Victoria     | Cat Valentine                           | 56 epizod                             |
| 2011      | iCarly              | Cat Valentine                           | Epizoda: iParty s Victorious          |
| 2011      | Winx Club           | Princezna Diaspro (hlas)                | 13 epizod                             |
| 2013      | Swindle             | Amanda Benson                           | TV film                               |
| 2013–14   | Sam & Cat           | Cat Valentine                           | 35 epizod                             |
| 2014      | Griffinovi          | Italská dcera (hlas)                    | Epizoda: Mom's the World              |
| 2014      | Saturday Night Live | Samu sebe (host)                        | Epizoda: Chris Pratt/Ariana Grande    |
| 2014      | The X Factor        | Vystoupení                              | "Problem", "Bang Bang" a "Break Free" |
| 2014      | RuPaul's Drag Race  | Porotce                                 | Epizoda: Ru Hollywood Stories         |
| 2015      | Knock Knock Live    | Samu sebe (host)                        | Nevydaná epizoda                      |
| 2015      | Scream Queens       | Chanel #2 – členka „Kappa“ sesterstva   | Vedlejší role                         |
| 2016      | Saturday Night Live | Host a hudební host                     | Epizoda: Ariana Grande                |
| 2016      | The Voice           | Vystoupení – duet s Christinou Aguilera | (Sezóna 10 – Finále)                  |
| 2016      | Hairspray Live!     | Penny Pingleton                         |                                       |
| 2016      | The Voice           | Vystoupení – duet se Steviem Wonderem   | (Sezóna 11 – Finále)                  |
| 2017      | One Love Manchester | Organizátor a vystupující               |                                       |
| 2021      | The Voice           | Samu sebe                               | Kouč                                  |
| 2023      | RuPaul's Drag Race  | Porotce                                 | Epizoda 1-2                           |
| 2024      | Saturday Night Live | Samu sebe (host)                        | Epizoda 14                            |
| 2024      | Saturday Night Live | Samu sebe (host)                        | Epizoda 3                             |
| 2025      | RuPaul's Drag Race  | Samu sebe                               | Epizoda                               |

### Divadlo
| Rok  | Název                  | Role     | Poznámka           |
| ---- | ---------------------- | -------- | ------------------ |
| 2008 | 13                     | Charlota | Broadway           |
| 2012 | Cuba Libre             |          |                    |
| 2012 | A Snow White Christmas | Sněhurka | Pasadena Playhouse |

## Diskografie
Studiová alba
- Yours Truly (2013)
- My Everything (2014)
- Dangerous Woman (2016)
- Sweetener (2018)
- thank u, next (2019)
- Positions (2020)
- eternal sunshine (2024)

## Turné

### Propagační
| Rok  | Název                  | Alba        |
| ---- | ---------------------- | ----------- |
| 2013 | The Listening Sessions | Yours Truly |
| 2018 | Sweetener Sessions     | Sweetener   |

### Jako hlavní umělkyně
| Rok  | Název                | Alba                     |
| ---- | -------------------- | ------------------------ |
| 2015 | The Honeymoon Tour   | My Everything            |
| 2017 | Dangerous Woman Tour | Dangerous Woman          |
| 2019 | Sweetener World Tour | Sweetener, thank u, next |

### Festival
| Rok  | Název                   |
| ---- | ----------------------- |
| 2013 | The Jingle Ball Tour    |
| 2014 | The Jingle Ball Tour    |
| 2014 | Honda Stage             |
| 2015 | Capital Summertime Ball |
| 2015 | Halftime Show           |
| 2016 | Capital Summertime Ball |
| 2016 | VEVO presents           |
| 2017 | One Love Manchester     |
| 2017 | Singapure Grand Prix    |
| 2018 | BBC Live Lounge         |
| 2018 | Wango Tango             |
| 2018 | Amazon Prime Day        |
| 2019 | Coachella               |
| 2019 | Lollapalooza            |
| 2019 | Manchester Pride        |
| 2021 | Fortnite Rift Tour      |
| 2021 | VEVO presents           |
| 2024 | Met Gala afterparty     |